# دريس منقعي

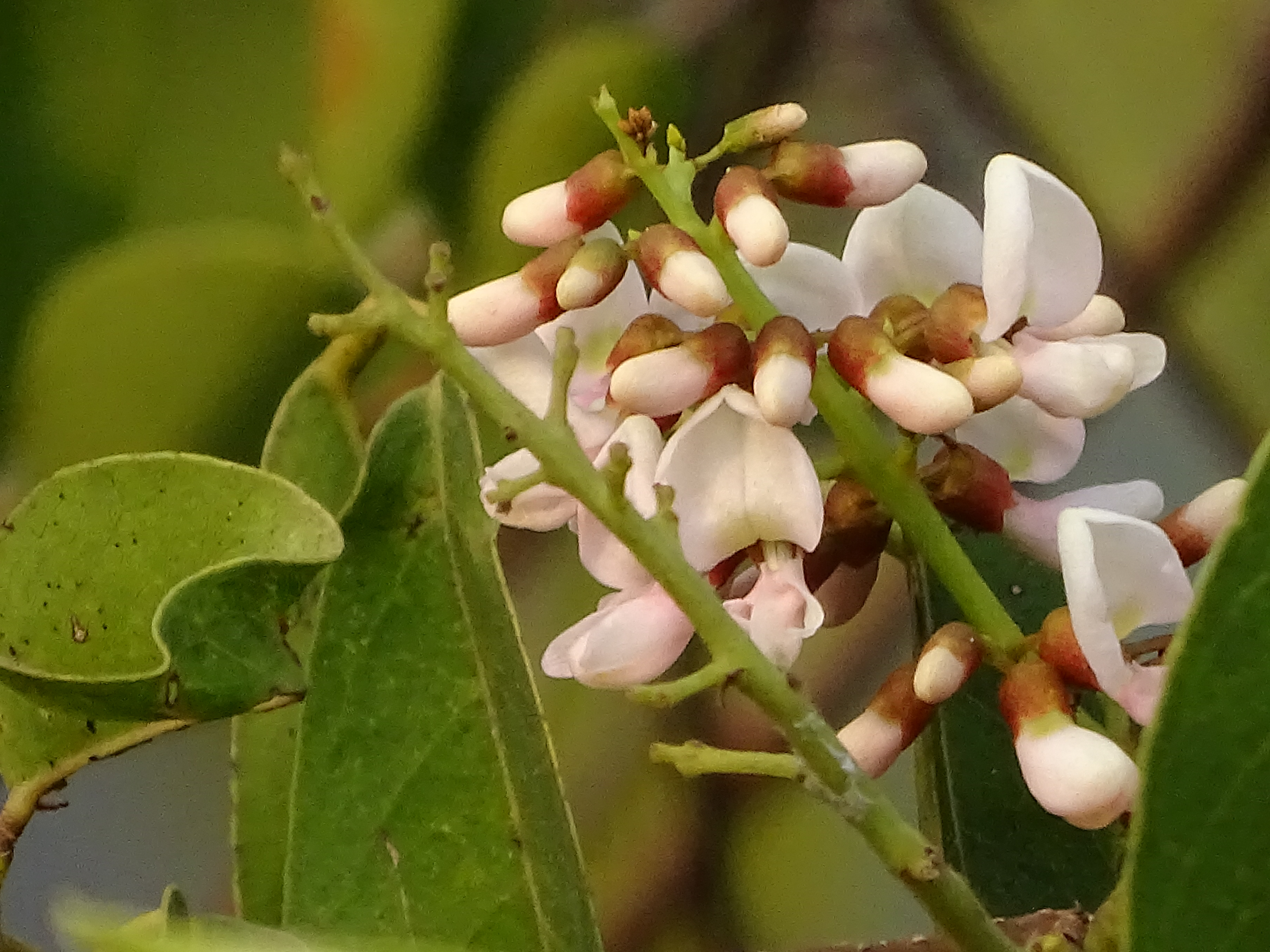

دِرِّيس مَنقِعيّ هو نوع نباتي في جنس دريس. زراعته تكثر في الهند وفي بعض مناطق الشرق الأقصى، أخصها جزر الزابج.